# Angela Palacious
Angela Palkish (sinh năm 1953) là một mục sư Kitô giáo Bahamas. Bà là phó tế nữ và là linh mục nữ đầu tiên của Giáo phận Anh giáo ở Bahamas và Quần đảo Turks và Caicos.

## Tiểu sử
Angela C. Bosfield sinh năm 1953 sinh ra ở Nassau, Bahamas. Bà có bằng cử nhân tiếng Anh của Đại học Durham ở Anh năm 1975 và tiếp tục lấy bằng thạc sĩ tiếng Anh từ Đại học Concordia ở Montréal, Canada vào năm 1978. Năm 1981, bà và chồng, James Palacity đều là sinh viên tại Princeton. Năm 1984, Palacity hoàn thành bằng Thạc sĩ Thần học và năm sau đó là Thạc sĩ Thần học tại Chủng viện Thần học Princeton ở New Jersey.

## Sự nghiệp
Bà trở về Bahamas và trở thành một giáo viên tiểu học, giảng dạy tại Trường tiểu học St Matthew ở Nassau và làm cố vấn hướng dẫn bán thời gian tại Trường Trung học Thống đốc Harbor trên Eleuthera. Palacity cũng từng là giáo dân tại nhà thờ St. Patrick trên Eleuthera và tại nhà thờ St. Matthew ở Nassau. Năm 1992, giáo phận Anh giáo đã đồng ý cho phép xuất gia và năm sau, Palility nộp đơn xin trở thành phó tế. Bà đã đến New York để tiếp tục đào tạo  và vào năm 1994, bà đã nhận được Chứng chỉ về Nghiên cứu Anh giáo từ Chủng viện Thần học Tổng quát ở Manhattan. Vào ngày 11 tháng 5 năm 1999 Palacious được thụ phong như thầy phó tế phụ nữ đầu tiên trong Giáo phận Anh giáo của lịch sử 138 năm Nassau,  và bà và chồng bà, người lúc đó là Hiệu trưởng Nhà thờ St. Matthew, trở thành người đầu tiên sắc phong vợ chồng trong vùng. Từ 1999-2000 Palacious phục vụ như là Điều phối viên của Giáo phận, và trên 31 tháng 5 năm 2000  được thụ phong như người phụ nữ Bahamas linh mục Anh giáo đầu tiên của Giáo phận Bahamas và Quần đảo Turks và Caicos.
Kể từ khi được phong chức, bà đã phục vụ với tư cách là trợ lý giám mục của Nhà thờ St. Matthew,  và là trợ lý linh mục của St. Mary the Virgin Church và St. Margaret's Church. Từ năm 2000 đến 2010, bà là điều phối viên của giáo phận. Palacity đã có nhiều vị trí tình nguyện và phục vụ trong hội đồng quản trị của nhiều tổ chức. Bà đã viết 8 cuốn sách. Chồng bà hiện là Archdeacon Anh giáo và họ có một con trai, là kỹ sư ven biển và dân sự.

## Tác phẩm chọn lọc
- Bosfield Palacious, Angela C (1998). A medley of meditations. Bahamas: (s.n.). ISBN 978-9-768-10829-6.
- Bosfield Palacious, Angela C (2000). Seasons of the Church: reflections from Advent to Harvest (ấn bản thứ 1). Nassau, Bahamas: Media Publishing. ISBN 978-9-768-17031-6.
- Palacious, Angela (2000). Praying with and for children: from conception to adolescence. Nassau: Media Publishing. ISBN 978-9-768-17030-9.
- Palacious, Angela C. Bosfield (2002). Walking in the spirit: meditations on prayer, worship, ministry, and self-dedication. Nassau, Bahamas: Media Publishing. ISBN 978-9-768-17045-3.
- Palacious, Angela C. Bosfield (2003). Oasis in the Desert: volume 1. Nassau, Bahamas: Media Enterprises. ISBN 978-9-768-17061-3.
- Palacious, Angela C. Bosfield (2003). Allowing the scriptures to speak: reflections on the Word of God. Nassau, Bahamas: Angela Palacious Ministries. ISBN 978-9-769-51080-7.
- Palacious, Angela (2012). Christian Conch Salad. Nassau, Bahamas.
- Palacious, Angela (2014). Praying for Families: Reflections and Prayers. Nassau, Bahamas.